# Iphigénie (film)
Pour les articles homonymes, voir Iphigénie (homonymie).
Pour plus de détails, voir Fiche technique et Distribution.
Iphigénie (grec moderne : Ιφιγένεια) est un film grec réalisé par Michael Cacoyannis et sorti en 1977. Il fut présenté au Festival de Cannes 1977. Il termine la trilogie antique du réalisateur, après Électre et Les Troyennes.

## Synopsis
Le film est inspiré d'Iphigénie à Aulis, tragédie grecque d'Euripide.
Artémis a ordonné qu'Iphigénie, fille d'Agamemnon et Clytemnestre, soit sacrifiée pour permettre à l'expédition des Achéens de partir à Troie.
Cacoyannis a cependant opéré plusieurs changements par rapport à la tragédie afin de l'adapter à la technique moderne du cinéma. Le chœur antique utilisé par Euripide pour expliquer l'évolution de la situation est remplacé par les soldats grecs. Les personnages d'Ulysse et Calchas, simplement mentionnés dans la tragédie, prennent corps dans le film pour renforcer l'intrigue.
Comme chez Euripide, la fin du film est délibérément ambiguë. Bien que le mythe antique dise qu'Iphigénie fut miraculeusement sauvée par les dieux à l'instant de sa mort, l'événement n'est dépeint ni dans la pièce ni dans le film, laissant planer l'incertitude sur le sort d'Iphigénie. Dans Iphigénie à Aulis, le sauvetage d'Iphigénie est décrit par un messager. Dans le film il n'y a pas de référence explicite à l'événement : le public voit seulement la chute du couteau suivie par un plan sur l'expression interdite d'Agamemnon.

## Fiche technique
- Titre : Iphigénie
- Titre original : Ιφιγένεια (Iphigenia)
- Réalisation : Michael Cacoyannis
- Scénario : Michael Cacoyannis d'après Euripide
- Sociétés de production : Centre du cinéma grec, Finos Film
- Budget : 25 millions de drachmes[1]
- Directeur de la photographie : Giorgos Arvanitis
- Montage : Takis Yannopoulos et Michael Cacoyannis
- Direction artistique : Dionyssis Fotopoulos
- Costumes : Dionyssis Fotopoulos
- Son : Mimis Kassimatis
- Musique : Mikis Theodorakis
- Pays d'origine :  Grèce
- Genre :
- Format :
- Durée : 127 minutes
- Date de sortie : 1977
- Affiche : Jouineau Bourduge (France)

## Acteurs
- Tatiána Papamóschou : Iphigénie
- Irène Papas : Clytemnestre
- Kóstas Kazákos : Agamemnon
- Costas Carras : Ménélas
- Christos Tsagas : Ulysse
- Panos Mihalopoulos : Achille
- Dimitri Aronis : Calchas

## Récompenses
- Meilleur film et meilleure actrice au Festival de Thessalonique
- Nomination pour l'Oscar du meilleur film en langue étrangère en 1978
- Nomination pour la Palme d'or au Festival de Cannes 1977[2]
- Prix Femina (Belgique) 1978